# ویندم پارک (مینیاپولیس)
ویندم پارک (به انگلیسی: Windom Park) یک منطقهٔ مسکونی در ایالات متحده آمریکا است که در مینیاپولیس واقع شده‌است. ویندم پارک ۵٬۶۷۸ نفر جمعیت دارد.